# 양변기

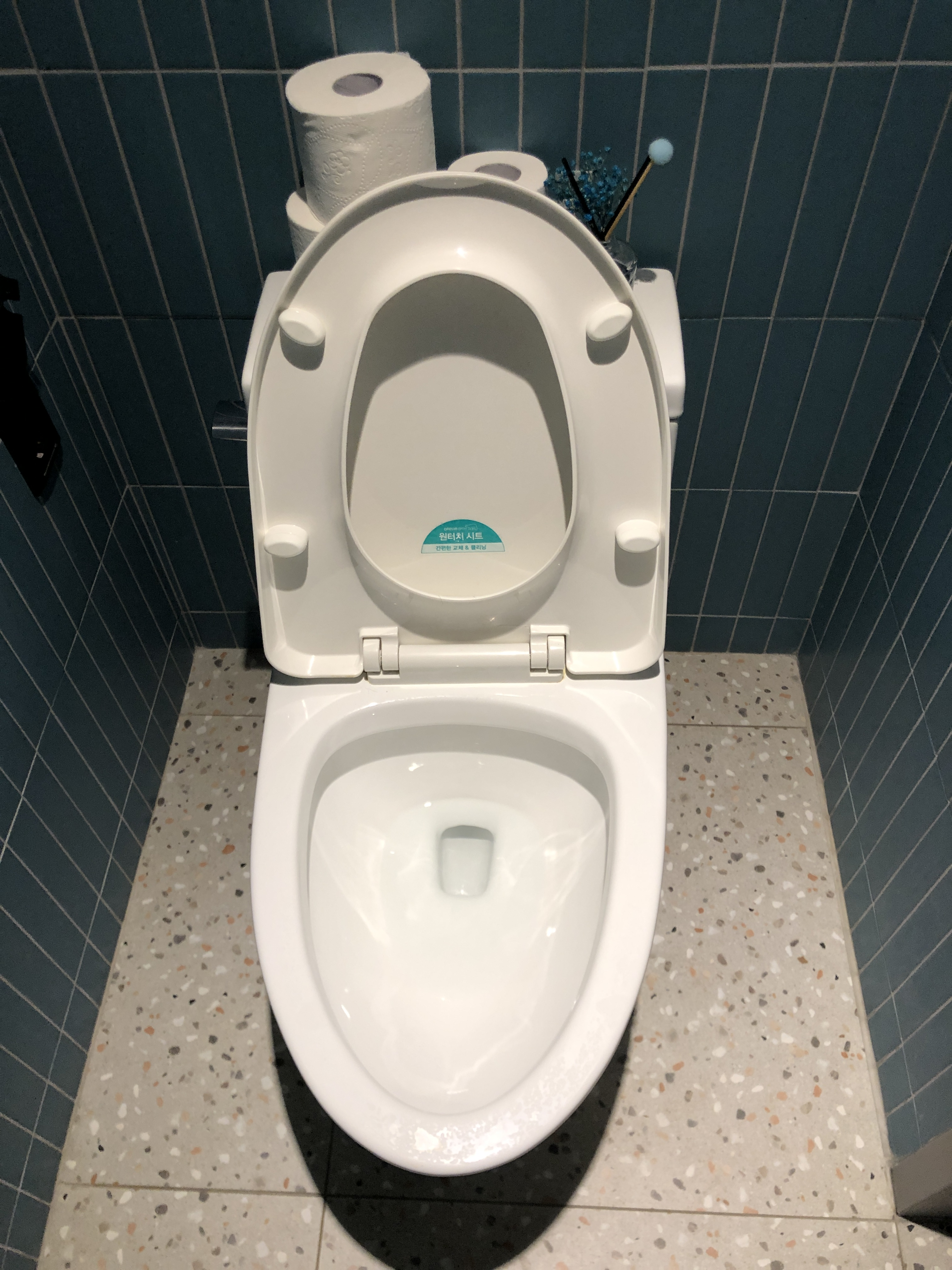
양변기 (서양)

양변기는 걸쳐앉아서 볼일을 보는 변기로 '서양식 변기', '좌변기', '양변기'라고도 한다. 변기의 형태에 따라 원피스 변기, 투피스 변기로 나뉘며 물 내리는 방식은 하이탱크, 로우탱크, 플러시밸브가 있다.

## 같이 보기
- 변기
- 화변기